# Marie-Anne-Caroline de Palatinat-Neubourg
Marie-Anne-Caroline de Palatinat-Neubourg (Marie Anna Karoline, le 30 janvier 1693 – 12 septembre 1751) est la fille d'Anne-Marie-Françoise de Saxe-Lauenbourg de son premier mariage avec Philippe-Guillaume-Auguste de Palatinat-Neubourg.

## Biographie
Elle est encore une enfant quand son père et de sa sœur aînée, Léopoldine, sont morts en un mois en 1693. 

## Famille et descendance
Elle épouse le duc Ferdinand-Marie-Innocent de Bavière , le 5 février 1719 à Reichstadt, royaume de Bohême, un jeune fils de Maximilien-Emmanuel de Bavière. Ils ont eu trois fils :
- Maximilien François Joseph (1720-1738)
- Clément-François de Bavière (1722-1770), marié en 1742, à Marie-Anne de Palatinat-Soulzbach (1722-1790)
- Thérèse Emmanuel (1723-1743)

Le mari de Marie Anne est décédé en 1738. Elle-même meurt en 1751, âgé de 58 ans.